# تپه مزارگبری
تپه مزارگبری مربوط به دوره هخامنشی - دوره ساسانیان - دوره سلجوقیان است و در شهرستان تویسرکان، بخش قلقل رود، روستای والاشجرد واقع شده و این اثر در تاریخ ۲۴ اسفند ۱۳۸۳ با شمارهٔ ثبت ۱۱۴۰۸ به‌عنوان یکی از آثار ملی ایران به ثبت رسیده است.